# Pokój numer 10
Pokój numer 10 (szw. Rum nummer 10 ) – powieść kryminalna szwedzkiego pisarza Åke Edwardsona, opublikowana w 2005, a w Polsce w 2012 (Wydawnictwo Czarna Owca) w tłumaczeniu Pawła Urbanika i Małgorzaty Kłos.

## Treść

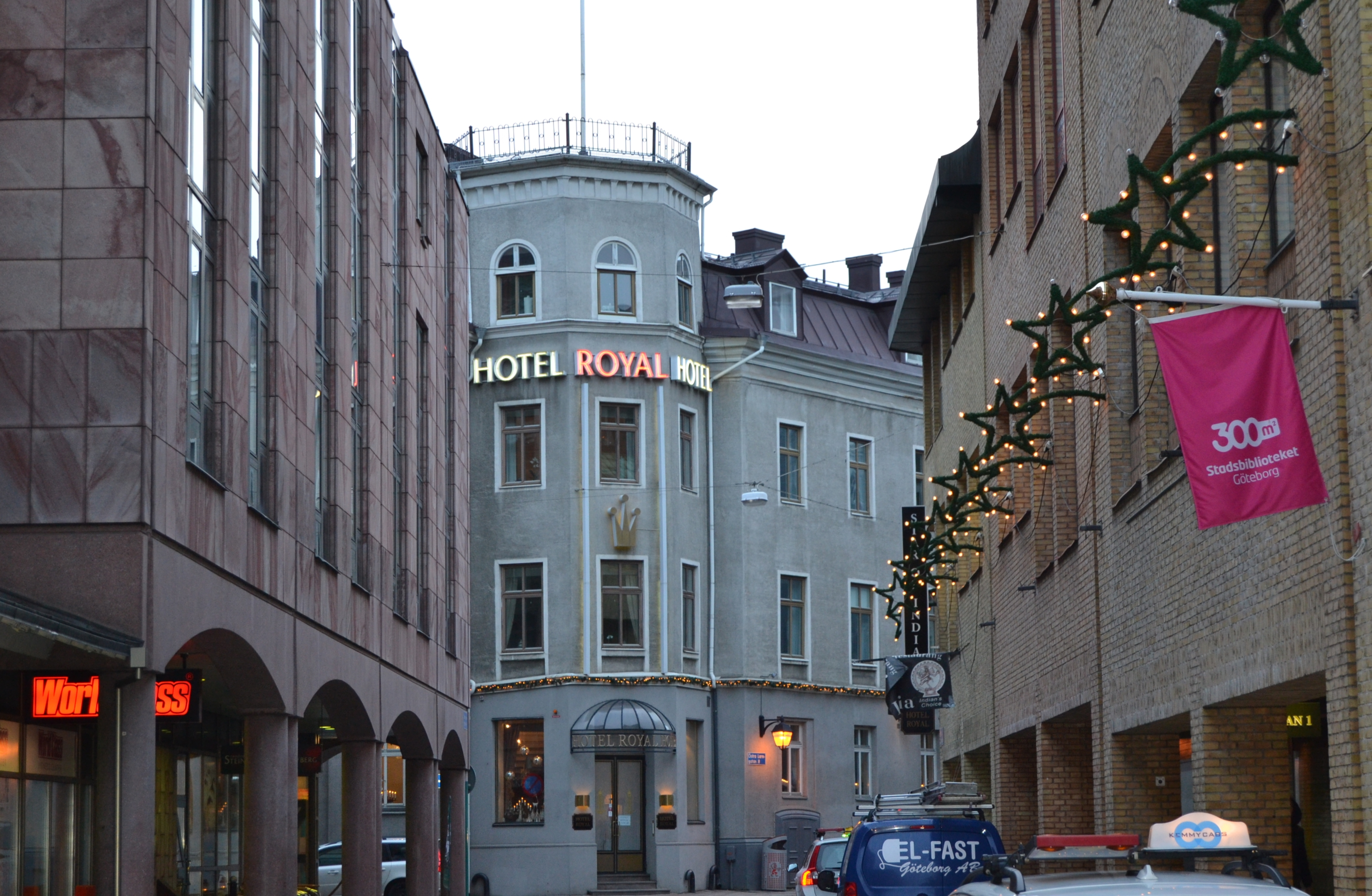
Göteborg – hotel Royal to w serialu hotel Revy - miejsce pierwszej zbrodni

Jest siódmą powieścią cyklu, w którym występuje detektyw Erik Winter, komisarz policji z Göteborga. W tej części akcja rozgrywa się jesienią i dotyczy dwóch spraw: zabójstwa Puli Ney (29 lat) dokonanego współcześnie i zaginięcia Ellen Börge osiemnaście lat wcześniej, co było jedną z pierwszych spraw prowadzonych przez Wintera w początkach kariery policyjnej. Obie kwestie łączy pokój numer 10 w obskurnym hotelu Revy w centrum Göteborga. Sprawca maluje ofiarom ręce lub palce białą farbą, czyni też gipsowy odlew ręki Pauli Ney. Czytelnik dowiaduje się wielu szczegółów z początków policyjnej pracy Wintera, m.in. jego wczesnych układów z inspektorami Haldersem i Ringmarem. Opisany jest też przypadek, dzięki któremu poznał swoją obecną małżonkę – Angelę.

## Ekranizacja
Na podstawie powieści powstał jeden z odcinków serialu Komisarz Winter.